# Zsuzsa Ferge
Dans le nom hongrois Ferge Zsuzsa, le nom de famille précède le prénom, mais cet article utilise l’ordre habituel en français Zsuzsa Ferge, où le prénom précède le nom.
Zsuzsa Ferge, née Zsuzsanna Kecskeméti le 25 avril 1931 à Budapest (royaume de Hongrie) et morte le 4 avril 2024, est une sociologue hongroise, lauréate en 1995 du prix Széchenyi. 
Elle est connue pour ses travaux sur la pauvreté et l'exclusion sociale en Hongrie. Francophone, elle a contribué à introduire les travaux de Pierre Bourdieu dans les sciences sociales de son pays.

## Biographie
Zsuzsanna Kecskeméti naît le 25 avril 1931 à Budapest (royaume de Hongrie). Son père, György Kecskeméti, écrivain et journaliste meurt à 42 ans à Auschwitz en juin 1944. Son frère, Karoly, né en 1933 à Budapest et décédé à Paris en 2021, devient  historien. 
Elle est formée à l’université Corvinus de Budapest et à l’université Eötvös Loránd. Elle devient statisticienne, sociologue et est lauréate en 1995 du prix Széchenyi.
Elle dirige le Centre de recherche de l'université sur la pauvreté et est aussi chercheuse principale de l'unité d'étude du programme national hongrois sur la pauvreté infantile.
Elle se consacre à la sociologie statistique dans ses études universitaires, et son travail a permis la collecte et l'analyse de données sociologiques sur la pauvreté en Hongrie et en particulier sur la pauvreté des enfants. Elle est également engagée pour réduire la pauvreté des enfants en Hongrie et se spécialise dans l'interaction entre les politiques gouvernementales et la pauvreté.
Elle est membre de l'Académie européenne en 1993 et de l'Académie hongroise des sciences en 1998.
Elle est décorée de l'Ordre du Mérite de la République de Hongrie en 2002. En 2010, elle reçoit le prix de la Société européenne, le prix  « Achievement » de l'Association hongroise de sociologie en 2011 et le doctorat honorifique de l'Université d'Édimbourg en 2011.
Zsuzsa Ferge meurt à Budapest le 4 avril 2024, à l’âge de 92 ans.

## Distinctions
L'astéroïde (578622) Fergezsuzsa est nommé en son honneur.